# Maria de Lourdes Martins Cruz
Maria de Lourdes Martins Cruz, Mana Lou (deutsch Schwester Lou) genannt, (* 1962 in Açumanu, Portugiesisch-Timor) ist eine osttimoresische, römisch-katholische Nonne.

## Werdegang
Nach den Wirren nach dem Abzug der Portugiesen aus ihrer Kolonie und dem Einmarsch der Indonesier 1975 fand Maria als Novizin Aufnahme bei den Canossianerinnen. 1985 ging sie in zum Theologiestudium in das Institut der Jesuiten im indonesischen Yogyakarta auf der Insel Java. 1989 kehrte sie in das besetzte Osttimor zurück und gründete mit den Brüdern und Schwestern in Christus ihren eigenen Orden. Nach eigenen Aussagen will Mana Lou mit ihrer Arbeit „die Notlage der Armen durch der Arbeit an den Wurzeln des Problems verbessern“. In Dare baute sie mit dem Institute Main Alin lha Kristo (ISMAIK) eine Ausbildungseinrichtung für Mädchen und Jungen auf. Vom ISMAIK werden drei Waisenhäuser in Dare, Aileu and Viqueque betrieben. Die Kinder werden  in Tetum, Katechismus, Landwirtschaft, Kochen und Handarbeiten, wie Nähen und Sticken unterrichtet.
Nach Abzug der Indonesier 1999 gründete Mana Lou im September mit Hilfe des amerikanischen Arztes Daniel Murphy die Bairo-Pite-Klinik für Bedürftige. Täglich werden hier etwa 300 Menschen medizinisch versorgt. Es verfügt auch über eine Apotheke, ein Labor und einen Kreißsaal. Im Mai 2018 musste die Klinik zeitweise schließen, nachdem australische Spender und die Regierung ihre Unterstützung einstellten.

## Auszeichnungen
1997 wurde Mana Lou, zusammen mit Domingos da Silva Soares, mit dem Friedenspreis von Pax Christi für ihre Arbeit ausgezeichnet. Im Dezember 2009 erhielt sie von Staatspräsident José Ramos-Horta den Sérgio Vieira de Mello Human Rights Award. Am 2. Juli 2018 wurde Mana Lou mit dem Ramon-Magsaysay-Preis geehrt.